# ساجد حسن
ساجد حسن (بالإنجليزية: Sajid Hasan)‏ هو ممثل باكستاني، ولد في 1958 في كراتشي في باكستان.

## وصلات خارجية
- ساجد حسن على موقع IMDb (الإنجليزية)
- ساجد حسن على موقع قاعدة بيانات الفيلم (الإنجليزية)